# Due minuti d'odio
I due minuti di odio sono una pratica collettiva esercitata dal governo del Grande Fratello nel romanzo 1984 di George Orwell.
Tale pratica collettiva viene attuata sui posti di lavoro, negli incontri di partito, ovunque sia possibile; consiste nel riunirsi spontaneamente degli astanti, al segnale emesso da altoparlanti, dinanzi a un teleschermo che proietta immagini del nemico supremo della patria Oceania, Emmanuel Goldstein, scene di guerra e sequenze studiate per coinvolgere psicologicamente gli spettatori, accompagnate da suoni e rumori fastidiosi.
Dopo pochi secondi il pubblico inizia a dare in escandescenze e a inveire contro “Goldstein” o contro lo schieramento con cui ci si trova in guerra in quel momento – Eurasia oppure Estasia – e si arriva a lanciare oggetti contro il teleschermo, imprecando colti da implacabile furore, sotto lo stretto controllo di incaricati del partito. Chiunque manifesti segnali di eterodossia, o perfino micro-espressioni facciali non consone al contesto, viene considerato come un possibile traditore.
Questo meccanismo rappresenta, tra le altre cose, una valvola di sfogo dell'aggressività dei cittadini e un modo per individuare un capro espiatorio da demonizzare addossandogli la colpa delle difficoltà della vita quotidiana. I "due minuti d'odio" sono funzionali a mantenere un controllo ancora più stretto e serrato sul popolo e sui membri del partito.